# Família Cabot
La Família Cabot és una saga familiar de Boston, de les que s'anomenen Boston Brahmins, les primeres famílies de la ciutat.

## Cabots notables
- John Moors Cabot, diplomàtic.
- Francis Higginson Cabot, Jr., empresari.
- Francis Cabot, jardiner notable.
- Charles Codman Cabot, jurista.
- George Cabot, senador per Massachusetts i primer Secretari de la Marina.
- John Cabot, establí la primera planta processadora de cotó als Estats Units fora de Boston a Beverly, Massachusetts el 1787.
- Francis Cabot Lowell - fundador del Porcellian Club de Harvard. Va ajudar a introduir el teler mecànic als Estats Units.
- Godfrey Lowell Cabot, fundador de Godfrey Lowell Cabot Corp, reanomenada després a Cabot Corporation. Filantropista.
- Charles George Cabot.
- George Cabot Lodge, poeta, fill de Henry Cabot Lodge i pare de Henry Cabot Lodge Jr..
- George C. Lodge, professor a la Harvard Business School i candidat al Senat dels EUA el 1962.
- Henry Cabot Lodge, senador per Massachusetts i un fort oponent a la idea de Woodrow Wilson de la Lliga de les Nacions.
- Henry Cabot Lodge, Jr., senador per Massachusetts, diplomàtic, ambaixador dels EUA a les Nacions Unides i candidat a la vicepresidència dels EUA.
- Lilla Cabot Perry, una de les primeres artistes impressionistes americanes. Col·leccionista d'art impressionista francès i donant de molta obra del Museum of Fine Arts de Boston.
- Linda Cabot Black, important mecenes de les arts, especialment de la Boston Lyric Opera.
- Sophie Cabot Black, poeta.
- Walter M Cabot, president fundador de la Harvard Management Company.
- Thomas Dudley Cabot, empresari.
- Edward Clarke Cabot, arquitecte i artista.